# Llibres de la Drassana
Llibres de la Drassana (en español, Libros del Astillero) es una editorial española con sede en Valencia, fundada en 2014 por Toni Sabater, Felip Bens y Vicent Baydal.
El grueso de su publicación se centra en la narrativa en valenciano, aunque también cuentan con una colección (Izmir) dedicada a publicaciones en español.
Cada año entregan el Premio Lletraferit de Novela y, trimestralmente, publican la revista Lletraferit.

## Colecciones[4]
- Jàssena (Jácena): literatura en valenciano.
- Veles e Vents[nota 1]: clásicos de la literatura valenciana y traducciones de clásicos al valenciano.
- Flor de Maig (Flor de Mayo): colección dedicada a la bibliografía de los Poblados Marítimos de Valencia.
- Ciutats Invisibles (Ciudades Invisibles): colección dedicada a ciudades desde la perspectiva valenciana.
- Drassaneta (diminutivo de "astillero"): álbumes gráficos infantiles.
- Izmir: colección dedicada a la narrativa en español y sus traducciones.
- Tastaolletes (Catacaldos)[nota 2]: colección dedicada a la cocina y gastronomía valencianas.
- Onze (Once): colección dedicada al deporte valenciano, mayoritariamente al fútbol.
- Odissea (Odisea): colección dedicada a la historia valenciana.
- Tusitala: clásicos de la literatura universal en valenciano.